# Слобідська сільська рада (Червоноармійський район)
Слобідська сільська рада (до 1935 року — Стрибізька сільська рада, у 1935—46 роках — Фрайнвальдська сільська рада) — колишня адміністративно-територіальна одиниця та орган місцевого самоврядування у Червоноармійському (Пулинському) районі Волинської округи, Київської та Житомирської областей Української РСР з адміністративним центром у селі Слобідка (до 1935 року — у колонії Стрибіж).

## Населені пункти
Сільській раді на час ліквідації були підпорядковані населені пункти:
- с. Слобідка.

## Населення
Кількість населення ради, станом на 1931 рік, становила 787 осіб.

## Історія та адміністративний устрій
Створена 27 жовтня 1926 року як Стрибізька німецька національна сільська рада, у складі колоній Адамівка Адамівської сільської ради, Лодзянівка Мартинівської сільської ради та Стрибіж Стрибізької сільської ради Пулинського (згодом — Червоноармійський) району. 17 жовтня 1935 року кол. Лодзянівка перейменовано на Фрайнвальд, куди перенесено адміністративний центр ради з відповідним її перейменуванням на Фрайнвальдську. На 1 жовтня 1941 року колонії Адамівка та Стрибіж не перебували на обліку населених пунктів.
7 червня 1946 року, відповідно до указу Президії Верховної ради Української РСР «Про збереження історичних найменувань та уточнення і впорядкування існуючих назв сільрад і населених пунктів Житомирської області», сільську раду перейменовано на Слобідську через перейменування її адміністративного центру на с. Слобідка.
Станом на 1 вересня 1946 року сільська рада входила до складу Червоноармійського району Житомирської області, на обліку в раді перебувало с. Слобідка.
Ліквідована 11 серпня 1954 року, відповідно до указу Президії Верховної ради Української РСР «Про укрупнення сільських рад по Житомирській області», територію ради та с. Слобідка приєднано до складу Стрибізької сільської ради Червоноармійського району.